# Harry Charles
Harry Charles, född 15 juli 1999, är en brittisk ryttare.
Charles ingick i det brittiska laget som tog brons vid VM 2022 och guld vid OS 2024.